# Absolution par le meurtre
Absolution par le meurtre (titre original : Absolution by Murder) est le premier roman policier historique de la série sœur Fidelma écrit par Peter Tremayne et publié en 1994. 
L'édition française, traduite par Cécile Leclère, est publiée en 2004 par les éditions 10/18 dans la collection Grands détectives.
Il présente pour la première fois le personnage de sœur Fidelma de Kildare, une religieuse de l'Église celte irlandaise du VIIe siècle, qui est également avocate (dalaigh) et experte en résolution de mystères. Le cadre du récit est le concile de Whitby. Ce concile, dont l'existence historique n'est pas totalement établie, devait décider si le royaume saxon de Northumbrie adoptera la liturgie celte ou la liturgie romaine.

## Résumé
Fidelma a été appelée dans le royaume de Northumbrie, pour apporter son aide juridique à l'abbesse Étain de Kildare au cours d'un concile demandé par le roi Oswy. Ce concile, qui réunit à l'abbaye de Streoneshalh des représentants de l'église celte d'Iona et de l'église romaine, aura des conséquences majeures sur le futur de la chrétienté en terre bretonne.
Dès le premier jour du concile, l'assassinat d'une personnalité de haut rang vient compliquer la situation. Fidelma est chargée par Oswy d'élucider ce crime, avant que les tensions politico-religieuses n'entraînent une guerre civile. Afin de garantir l'impartialité de l'enquête, Frère Eadulf, un jeune moine saxon, est associé à cette mission.

## Personnages
- Personnages dans le camp de l'église celte d'Iona : 
  - Abbesse Hilda de Whitby: nièce d’Edwin, premier roi chrétien de Northumbrie, et cousine de l'actuel roi Oswy. Il s'agit d'un personnage historique réel.
  - Colman de Lindisfarne, évêque de Northumbrie.
  - Étain, abbesse de Kildare.
  - sœur Gwid, une Cruithne du Nord (Picte).

- Personnages dans le camp de l'église romaine : 
  - Agilbert le Franc: évêque du royaume anglo-saxon du Wessex.
  - Wilfrid
  - Frère Eadulf: jeune moine d'origine saxonne.

- Maison royale de Northumbrie :
  - Oswy, roi de Northumbrie: il a accédé au trône il y a plus de 20 ans, à la suite de son frère Oswald, qui a introduit le christianisme dans son pays.
  - Alhfrith: prince héritier, il règne sur la province du Deira. En opposition à son père, c'est un partisan de l'église romaine.

## Lieux et contexte historique
- L'abbaye de Streoneshalh (ancien nom de la ville de Whitby) donne le cadre au récit.
- Northumbrie: royaume Anglo-Saxon, où se trouve Streoneshalh.
- Mercie: l'un des principaux royaumes anglo-saxons du Haut Moyen Âge
- Dál Riata: un royaume gaël comprenant une partie du nord-est de l'Irlande et de l'ouest de l'Écosse.

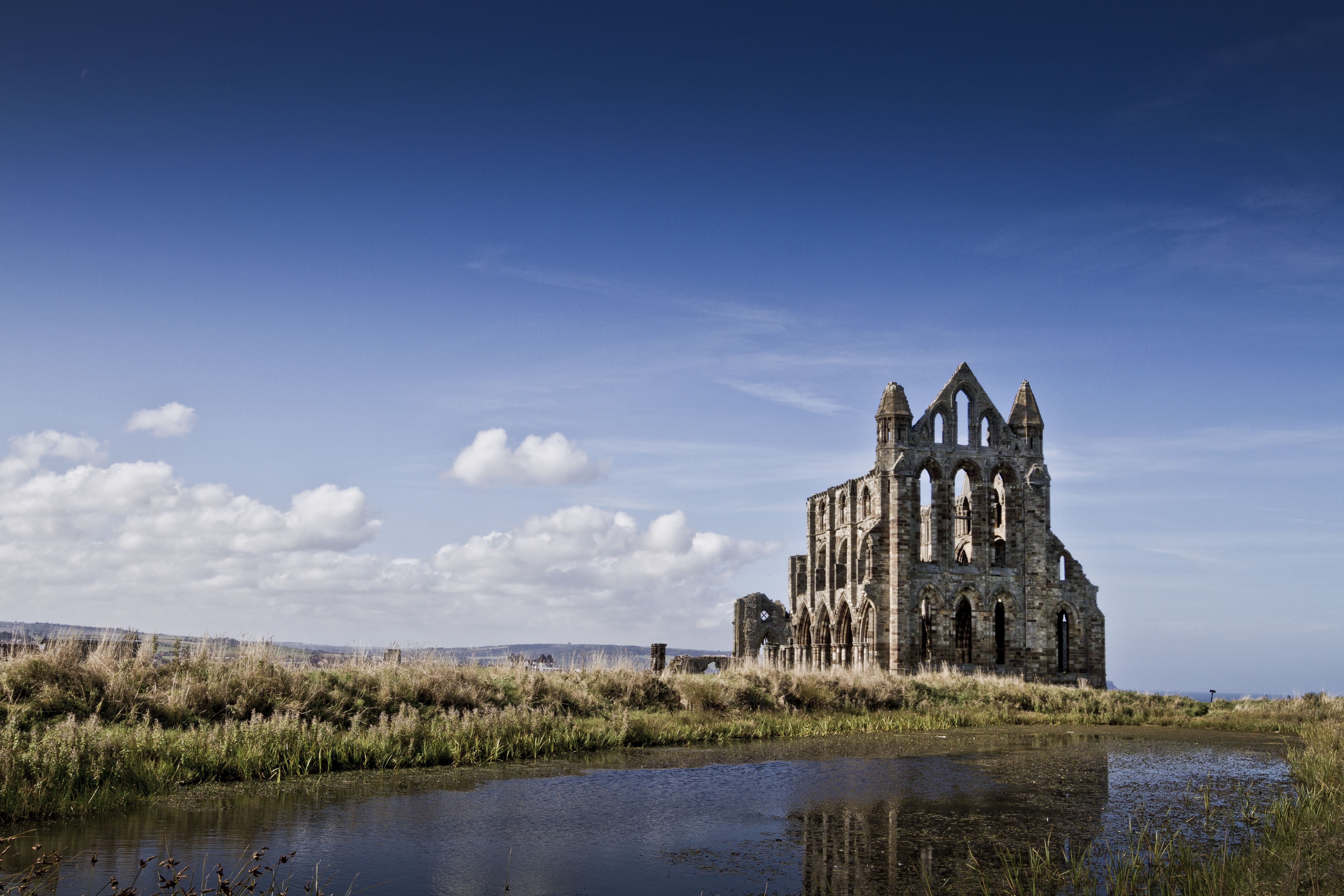
Ruine de l'abbaye de Streoneshalh, en 2013.
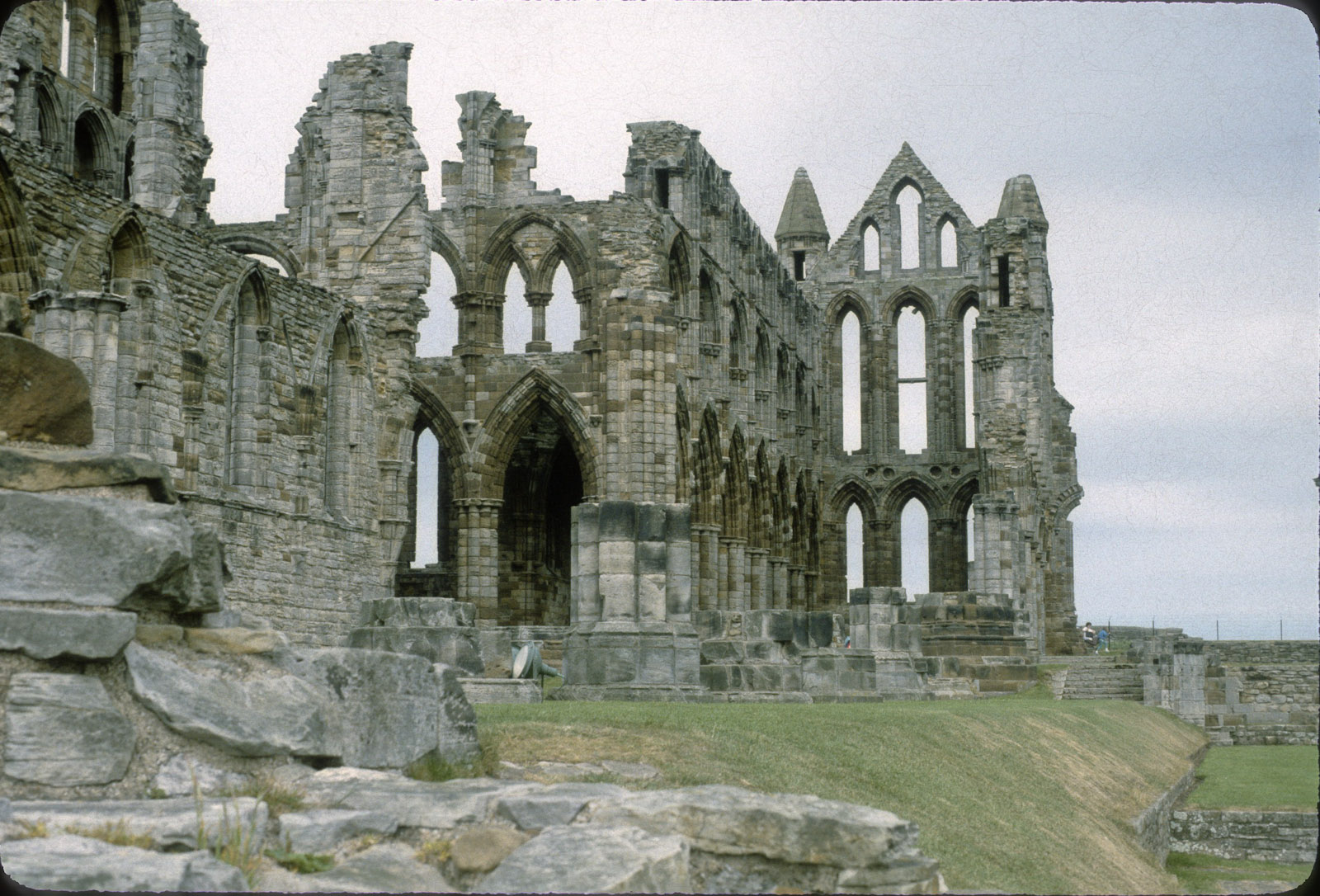
Autre vue de l'abbaye, en 2009.
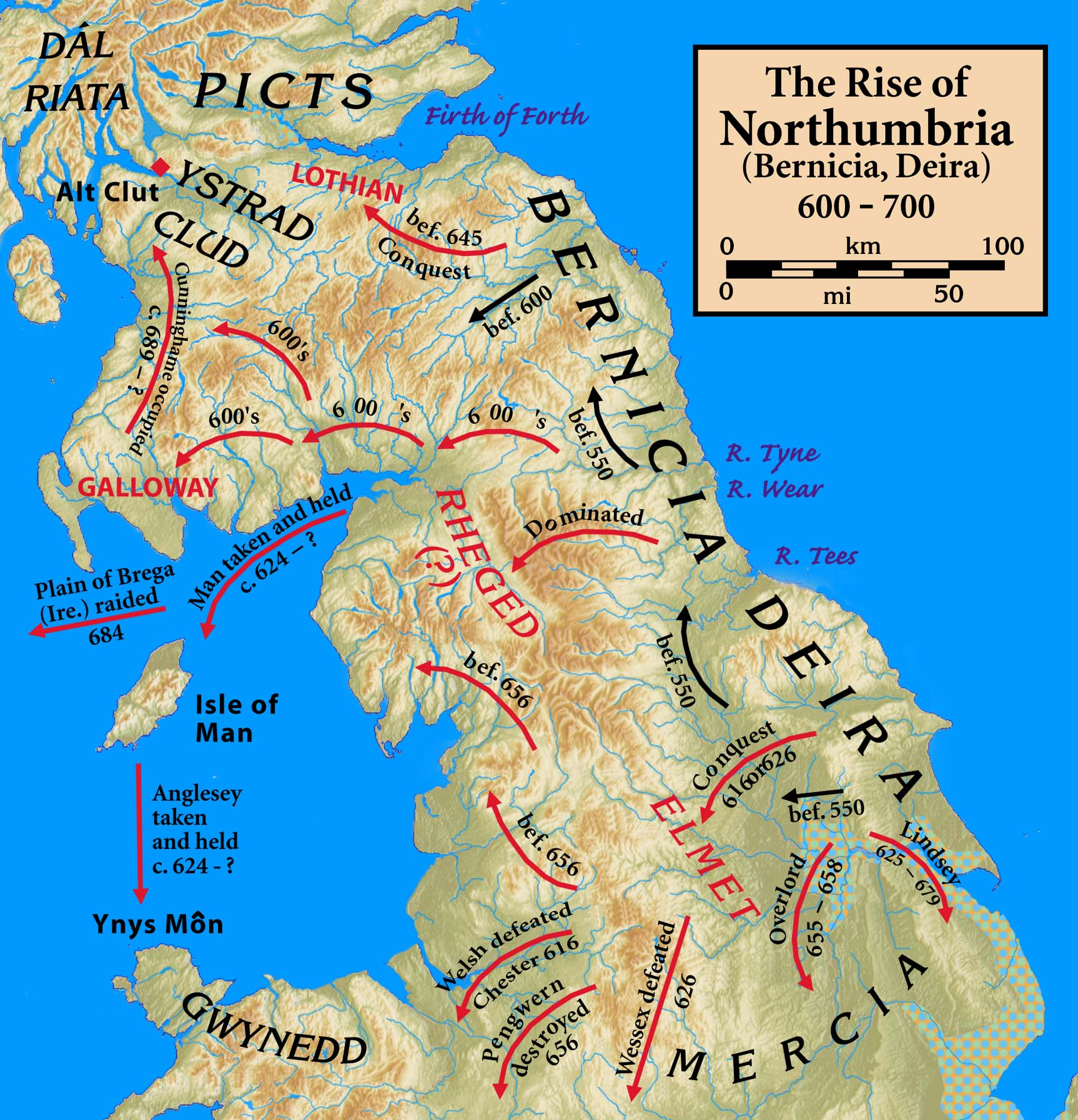
Carte de Northumbrie au 7e siècle.
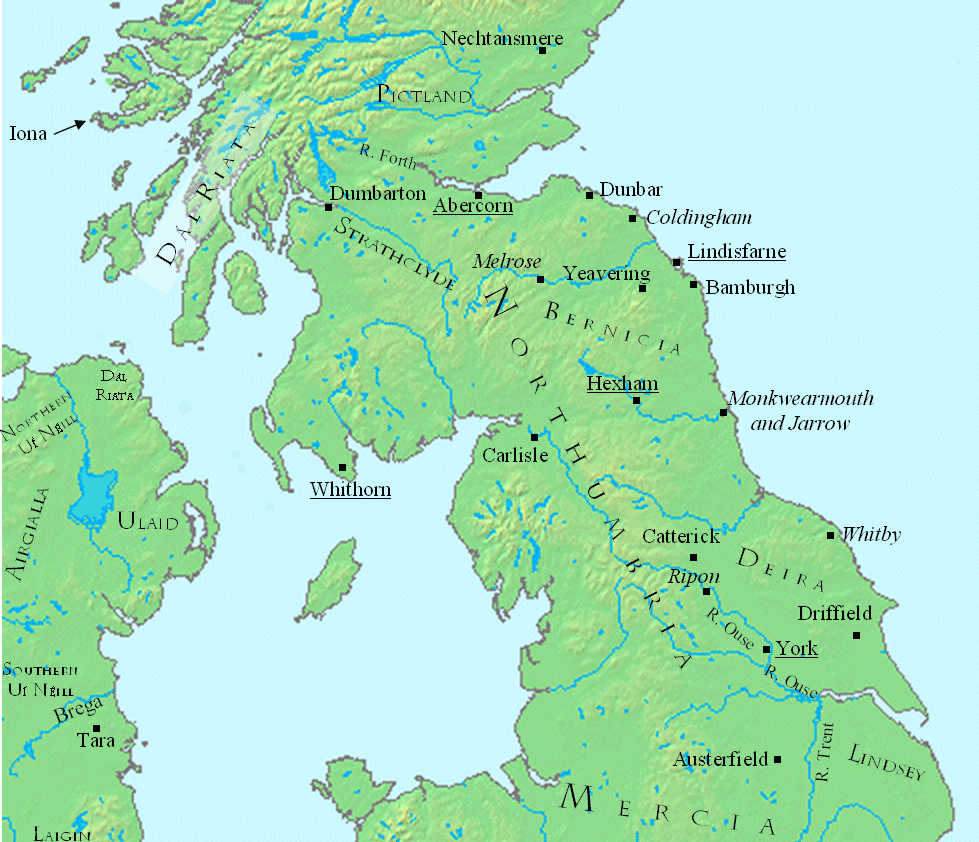
Carte montrant Whitby et Iona.